# Isola Principe di Galles (laghi e lagune)
Elenco dei principali laghi e lagune dell'isola Principe di Galles (Arcipelago Alessandro - Alaska sud-orientale).
L'elenco segue la direttrice nord - sud. Le misure sono indicative - la seconda dimensione in genere è presa ortogonalmente alla prima nel suo punto mediano.

## Laghi
| Nome del lago                                | Quota (m s.l.m.) | Dimensioni in chilometri (lunghezza x larghezza) | Coordinate             | Note |
| -------------------------------------------- | ---------------- | ------------------------------------------------ | ---------------------- | --- |
| Lago di Red (Red Lake)                       | 8                | 3,2 x 0,5                                        | 56°14′48″N 133°19′22″W | Il lago si trova circa a 500 metri a sud della baia di Red (Red Bay). Le sue acque si scaricano nella baia tramite il fiume Red Bay (Red Bay Creek).                                                                                       |
| Lago di El Capitan (El Capitan Lake)         | 116              | 0,7 x 0,5                                        | 56°10′25″N 133°22′26″W | |
| Lago di Twin Island (Twin Island Lake)       | 71               | 2,5 x 0,54                                       | 56°09′32″N 133°13′02″W | All'interno del lago sono presenti due piccoli isolotti. Twin Island fa parte di un gruppo di laghi che collegano il canale di El Capitan (El Capitan Passage) a ovest dell'isola con la baia di Exchange (Exchange Bay) a est dell'isola. |
| Lago di Sink Hole (Sink Hole Lake)           | 118              | 0,32 x 0,25                                      | 56°10′09″N 133°10′29″W | Si trova ad est del lago "Twin Island". |
| Lago di Cavern (Cavern Lake)                 | 49               | 0,48 x 0,35                                      | 56°09′26″N 133°10′48″W | Si trova ad est del lago "Twin Island". |
| Lago di Exchange (Exchange Lake)             | 14               | 1 x 0,2                                          | 56°09′58″N 133°07′52″W | Le sue acque si riversano nella baia di Exchange (Exchange Bay) tramite il fiume Exchange (Exchange Creek). |
| Lago di Neck (Neck Lake)                     | 27               | 5,3 x 0,9                                        | 56°05′58″N 133°11′09″W | Le sue acque, tramite una breve cascata, si riversano nel canale di Whale (Whale Passage) tramite il fiume Exchange (Exchange Creek). |
| Lago di Sweetwater (Sweetwater Lake)         | 6                | 7,24 x 0,8                                       | 55°57′49″N 132°56′28″W | Le sue acque si riversano nella laguna di Gold and Galligan (Gold and Galligan Lagoon). |
| Lago di Luck (Luck Lake)                     | 24               | 3,22 x 0,48                                      | 55°56′17″N 132°46′12″W | Tributario del lago è il fiume Luck (Luck Creek). Le acque del lago si riversano nello stretto di Clarence (Clarence Strait) tramite il fiume Eagle (Eagle Creek).                                                                         |
| Lago di Sarkar (Sarkar Lake)                 | 3                | 4,5 x 0,8                                        | 55°56′40″N 133°12′39″W | Tributario del lago è il fiume Luck (Luck Creek). Le acque del lago si riversano nella baia di Sarkar (Sarkar Cove) tramite le rapide Rapids Creek).                                                                                       |
| Lago di Trumpeter (Trumpeter Lake)           | 9                | 0,7 x 0,5                                        | 55°52′50″N 132°38′00″W | Tributario è il fiume Ratz (Ratz Creek a sua volta è un emissario dal Big Lake); le acque del Trumpeter Lake si riversano nella baia di Ratz (Ratz Harbor).                                                                                |
| Lago di Little (Little Lake)                 | 160              | 1 x 0,3                                          | 55°53′00″N 132°41′09″W | Le acque del lago si riversano nella baia di Ratz (Ratz Harbor). |
| Lago di Big (Big Lake)                       | 54               | 1,5 x 0,6                                        | 55°51′42″N 132°38′47″W | Le acque del lago si riversano nella baia di Ratz (Ratz Harbor) passando prima per il lago di Trumpeter (Trumpeter Lake). |
| Lago di Galea (Lake Galea)                   | 64               | 4,8 x 0,3                                        | 55°49′30″N 132°53′06″W | Il lago è tributario del fiume Hatchery (Hatchery Creek). |
| Lago di Thorne (Thorne Lake)                 | 43               | 2,41 x 0,5                                       | 55°45′52″N 132°45′59″W | Il lago si trova lungo il percorso del fiume Thorne (Thorne River). |
| Lago di Control (Control Lake)               | 111              | 1,13 x 0,47                                      | 55°41′30″N 132°51′59″W | Il lago si trova lungo il percorso del fiume Thorne (Thorne River). |
| Lago di Salamander (Salamander Lake)         | 96               | 0,97 x 0,17                                      | 55°43′36″N 132°29′49″W | |
| Lago di Angel (Angel Lake)                   | 34               | 1,15 x 0,78                                      | 55°40′19″N 132°38′19″W | Il lago tramite il fiume Goose (Goose Creek) risulta tributario del fiume Thorne (Thorne River). |
| Lago di Water (Water Lake)                   | 90               | 0,37 x 0,12                                      | 55°41′30″N 132°30′42″W | Il lago si trova poco a nord dell'abitato di Thorne Bay. |
| Lago di Setter (Setter Lake)                 | 18               | 1,61 x 0,30                                      | 55°39′05″N 132°31′14″W | Il lago si trova alla base della penisola di Kasaan (Kasaan Peninsula) e le sue acque si scaricano nella baia di Thorne (Thorne Bay). |
| Lago di Loon (Loon Lake)                     | 35               | 1,32 x 0,95                                      | 55°37′42″N 132°30′10″W | Il lago si trova alla base della penisola di Kasaan (Kasaan Peninsula) e le sue acque si scaricano nella baia di Thorne (Thorne Bay). |
| Lago di Power (Power Lake)                   | 78               | 0,8 x 0,13                                       | 55°37′50″N 132°32′47″W | Il lago si trova alla base della penisola di Kasaan (Kasaan Peninsula). |
| Lago di Ellen (Lake Ellen)                   | 9                | 0,64 x 0,46                                      | 55°37′37″N 132°32′24″W | Il lago si trova alla base della penisola di Kasaan (Kasaan Peninsula) e le sue acque si scaricano nella baia di Karta (Karta Bay).. |
| Lago di Black (Black Lake)                   | 4                | 1,27 x 0,26                                      | 55°34′21″N 132°55′06″W | Il lago è tributario della baia di Big Salt Lake (Big Salt Lake). |
| Lago di Black Bear (Black Bear Lake)         | 500              | 2,1 x 0,38                                       | 55°34′51″N 132°51′53″W | Il lago è tributario del Lago di Black (Black Lake). |
| Lago di Salmon (Salmon Lake)                 | 36               | 4,6 x 2                                          | 55°34′29″N 132°40′50″W | Il lago è tributario del Lago di Karta (Karta Lake). |
| Lago di Karta (Karta Lake)                   | 34               | 2,41 x 0,28                                      | 55°33′36″N 132°37′37″W | Il lago scarica le sue acque nella baia di Karta (Karta Bay) tramite il fiume Karta (Karta River). |
| Lago di Wolf (Wolf Lake)                     | 335              | 1,12 x 0,44                                      | 55°32′02″N 132°36′29″W | Il lago scarica le sue acque direttamente nel fiordo di Twelvemile (Twelvemile Arm). |
| Lago di Kina (Kina Lake)                     | 46               | 0,8 x 0,24                                       | 55°27′41″N 132°33′13″W | Il lago è tributario del fiume Kina (Kina Creek) che sfocia nella baia di Kina (Kina Cove). |
| Lago di Old Franks (Old Franks Lake)         | 68               | 2,41 x 0,60                                      | 55°26′23″N 132°32′17″W | Il lago è collegato direttamente al lago Mary (Lake Mary) |
| Lago di Mary (Lake Mary)                     | 68               | 1,15 x 0,41                                      | 55°26′43″N 132°30′37″W | Il lago è collegato direttamente al lago di Old Franks (Old Franks Lake) ed entrambi si scaricano nel fiordo di Skowl (Skowl Arm) tramite il fiume Old Kranks (Old Franks Creek).                                                          |
| Lago di Clover (Clover Lake)                 | 423              | 1,3 x 0,53                                       | 55°19′38″N 132°14′55″W | |
| Lago di Klawock (Klawock Lake)               | 14               | 10,6 x 1,2                                       | 55°30′30″N 132°58′45″W | Tramite il fiume Klawock (Klawock River) il lago è tributario dell'insenatura di Klawock (Klawock Inlet). |
| Lago di Saint Nicholas (Lake Saint Nicholas) | 257              | 2,41 x 0,27                                      | 55°25′33″N 132°54′38″W | Le sue acque si svuotano nella baia di Saint Nicholas (Port Saint Nicholas). |
| Lago di Rock (Rock Lake)                     | 350              | 1,23 x 0,39                                      | 55°17′42″N 132°29′37″W | Tramite il fiume Rock (Rock Creek) le sue acque si svuotano nell'insenatura di Polk (Polk Inlet). |
| Lago di Monie (Monie Lake)                   | 20               | 1,61 x 0,18                                      | 55°19′23″N 132°10′31″W | Le sue acque si scaricano direttamente nello stretto di Clarence (Clarence Strait). |
| Lago di Isabel (Lake Isabel)                 | 197              | 0,64 x 0,57                                      | 55°15′42″N 132°32′58″W | Le sue acque si scaricano nella baia di Portage (Portage Bay). |
| Lago di Josephine (Lake Josephine)           | 561              | 2,9 x 0,66                                       | 55°14′37″N 132°34′15″W | Il lago è collegato a valle con i laghi Isabel e Gertrude. |
| Lago di Marge (Lake Marge)                   | 531              | 0,97 x 0,42                                      | 55°13′04″N 132°31′19″W | |
| Lago di Mellen (Lake Mellen)                 | 266              | 1,61 x 1,26                                      | 55°13′04″N 132°34′23″W | Il lago è tributario della baia di Copper (Copper Harbor). |
| Lago di Summit (Summit Lake)                 | 395              | 2,7 x 0,48                                       | 55°09′50″N 132°14′33″W | Il lago è tributario del lago di Mellen (Lake Marge). |
| Lago di Dora (Dora Lake)                     | 10               | 2,09 x 0,58                                      | 55°13′55″N 132°31′59″W | Il lago è tributario della baia di Dora (Dora Bay) |
| Lago di Miller (Miller Lake)                 | 9                | 4 x 0,3                                          | 55°08′36″N 132°13′59″W | Il lago è tributario della baia di Clarno (Clarno Cove) |
| Lago di Paul (Paul Lake)                     | 29               | 3,22 x 0,58                                      | 55°08′34″N 132°05′09″W | Il lago è tributario della baia di Dolomi (Dolomi Bay) |
| Lago di Aiken (Aiken Lake)                   | 341              | 1,51 x 0,6                                       | 55°05′56″N 132°13′45″W | Il lago è tributario della baia di Clarno (Clarno Cove) |
| Lago di Niblack (Niblack Lake)               | 139              | 2,98 x 0,65                                      | 55°05′21″N 132°08′41″W | |
| Lago di Myrtle (Myrtle Lake)                 | 28               | 0,8 x 0,57                                       | 55°04′37″N 132°08′40″W | Il lago è collegato brevemente alla baia di Niblack (Niblack Anchorage). |
| Lago di Luelia (Lake Luelia)                 | 280              | 2,66 x 0,77                                      | 55°04′12″N 132°11′24″W | |
| Lago di Kugel (Kugel Lake)                   | 121              | 2,67 x 0,70                                      | 55°03′59″N 132°14′40″W | Il lago è tributario della baia di Dickman (Dickman Bay). |
| Lago di Kegan (Kegan Lake)                   | 15               | 2,5 x 0,63                                       | 55°02′03″N 132°12′17″W | Il lago è direttamente collegato alla baia di Kegan (Kegan Cove). |
| Lago di Johnson (Johnson Lake)               | 34               | 1,93 x 0,44                                      | 54°57′14″N 132°05′42″W | Il lago è tributario della baia di Johnson (Johnson Cove). |
| Lago di Hessa (Hessa Lake)                   | 54               | 1,93 x 0,28                                      | 54°52′52″N 132°09′14″W | |
| Lago di Nichols (Nichols Lake)               | 10               | 2,09 x 0,45                                      | 54°45′23″N 132°11′36″W | Il lago è collegato direttamente alla baia di Nichols (Nichols Bay). |

## Lagune
Alcuni laghi a quota "zero" e brevemente comunicanti con il mare sono considerati come lagune.
| Nome della laguna                                      | Quota (m s.l.m.) | Dimensioni in chilometri (lunghezza x larghezza) | Coordinate             | Note |
| ------------------------------------------------------ | ---------------- | ------------------------------------------------ | ---------------------- | --- |
| Lago di Salmon Bay (Salmon Bay Lake)                   | 0                | 4,8 x 0,7                                        | 56°14′10″N 133°11′31″W | Il lago si trova nella "Salmon Bay Land Use Development II Management Area". |
| Lago di Barnes (Barnes Lake)                           | 0                | 2 x 1,9                                          | 56°00′42″N 133°57′33″W | Le sue acque a nord, tramite le rapide Indian Creek Rapids, si riversano nel canale di Whale (Whale Passage), mentre a est, tramite le Rapids Lake Bay, si riversano nella baia di Lake (Lake Bay). Il lago inoltre è alimentato a sud dal lago di Sweetwater (Sweetwater Lake) tramite il Gold and Galligan Lagoon. |
| Laguna di Gold and Galligan (Gold and Galligan Lagoon) | 6                | 3,5 x 0,2                                        | 55°59′22″N 133°58′33″W | Le sue acque a nord si riversano nel lago di Barnes (Barnes Lake); a sud è alimentata dal lago di Sweetwater (Sweetwater Lake). |
| Laguna di Salt Water (Salt Water Lagoon)               | 4                | 1,52 x 0,19                                      | 55°58′11″N 133°14′26″W | Le sue acque si riversano nell'insenatura di Tunga (Tunga Inlet). |
| Laguna di Smith (Smith Lagoon)                         | 0                | 0,57 x 0,73                                      | 55°27′17″N 132°21′17″W | Le sue acque sono collegate alla baia di Smith (Smith Cove). |
| Laguna di Biscuit (Biscuit Lagoon)                     | 0                | 2,14 x 0,84                                      | 54°53′35″N 132°18′26″W | Le sue acque sono collegate alla baia di Hunter (Hunter Bay). |